# كاني سيي (سقز)
قرية كاني سيي (بالكردية: کانی سەیی) هي إحدى القرى التابعة لـخورخوره في ريف قسم زيويه من مقاطعة سقز، في محافظة كردستان الإيرانية.

## السكان
حسب إحصاءات سنة 2006، بلغ إجمالي السكان في كاني سيي 89 نسمة وعدد المساكن 14 مسكن. لغة سكان كاني سيي هي اللغة الكردية و هم من أهل السنة والجماعة والمذهب الشافعي.